# Filbert Felician Mhasi
Filbert Felician Mhasi (* 30. November 1970 in Biro, Region Morogoro, Tansania) ist ein tansanischer Geistlicher und römisch-katholischer Bischof von Tunduru-Masasi.

## Leben
Filbert Felician Mhasi besuchte von 1986 bis 1992 das Kleine Seminar St. Francis in Ifakara. 1993 begann Mhasi am Priesterseminar Our Lady of the Angels in Moshi das Studium der Philosophie. Von 1995 bis 1998 studierte er Katholische Theologie am Priesterseminar St. Paul in Tabora. Mhasi empfing am 3. Juli 2001 das Sakrament der Priesterweihe.
2003 erwarb Filbert Felician Mhasi an der Mwenge Catholic University in Moshi ein Diplom im Fach Erziehungswissenschaft, bevor er anschließend Vizerektor, Ökonom und Dozent am Kleinen Seminar St. Francis in Ifakara wurde. Von 2005 bis 2009 absolvierte er an der Duquesne University in Pittsburgh ein Philosophiestudium, das er mit einem Master abschloss. Danach wurde Mhasi Regens des Kleinen Seminars in Ifakara. 2014 wurde Filbert Felician Mhasi zum Pfarrer an der Kathedrale Christ the King in Mahenge bestellt. Zudem wurde er 2015 Direktor der Sekundarschule St. Joseph.
Am 8. Dezember 2018 ernannte ihn Papst Franziskus zum Bischof von Tunduru-Masasi. Der Erzbischof von Daressalam, Polycarp Kardinal Pengo, spendete ihm am 17. Februar 2019 in der St. Francis Xavier Church in Tunduru die Bischofsweihe; Mitkonsekratoren waren der Erzbischof von Songea, Damian Dalu, und der Bischof von Mahenge, Agapiti Ndorobo.